# Mark Aarons
Mark Aarons (né le 25 décembre 1951) est un journaliste et auteur australien. Il a été conseiller politique du Premier ministre de Nouvelle-Galles du Sud, Bob Carr.